# Steinberg (cég)

A Steinberg logója

A Steinberg német cég zene- és hangszerkesztő szoftvereket, valamint stúdióberendezéseket gyárt. Fő termékei MIDI-szekvenszerek, szintetizátor programok, és digitális hangszerkesztő eszközök.

## Története
A céget 1984-ben alapította Karl Steinberg és Manfred Rürup. Első termékük a Steinberg Pro 16 nevű MIDI szekvenszer volt, melyet Commodore 64-es gépekre fejlesztettek ki. Nevüket később Steinberg Research-ről Steinberg Soft- und Hardware GmbH-ra változtatták és megtalálhatóak voltak az Egyesült Államokban is Steinberg North America, Inc. néven. 2003 januárjában a vállalatot bekebelezte az amerikai székhelyű Pinnacle Systems, melyen belül független fejlesztőcégként működött, míg a Yamaha meg nem vette 2004 decemberében.

## Termékek

### Szabványok
A cég főleg azon bejegyzett szabványairól híres, amelyek ma már elengedhetetlen kellékei a modern hangstúdióknak.
- ASIO (Audio Stream Input Output): Protokoll, ami kis késleltetésű kommunikációs csatornát biztosít a szoftverek és a hangkártya között.
- VST (Virtal Studio Technology): Szabvány, ami segít a számítógépet hangstúdióba integrálni.
- LTB (Linear Time Base): Protokoll.
- VSL (VST System Link): Hálózati protokoll; segítségével több számítógépes egység erőforrásait egyszerre használhatjuk.

### Zeneszerkesztő programok
- Cubase: Szekvenszer, VST host
- Sequel: Digitális stúdió kezdőknek
- Nuendo: Hangszerkesztő
- WaveLab: Hangszerkesztő
- V-Stack: VST host élő fellépésekhez